# Xaxaba
Xaxaba est une ville du Botswana.